# Barrio de Santa María (Aguilar de Campoo)
Barrio de Santa María ist ein spanischer Ort in der Provinz Palencia der Autonomen Gemeinschaft Kastilien und León. Barrio de Santa María, eine ehemals selbständige Gemeinde, gehört zu Aguilar de Campoo. Der Ort, in der Nähe des Stausees von Aguilar de Campoo, befindet sich zwölf Kilometer westlich vom Hauptort der Gemeinde. Er ist über die Straße P-2132 zu erreichen.

## Sehenswürdigkeiten
- Romanische Pfarrkirche Asunción de Nuestra Señora, erbaut im 12. Jahrhundert, seit 1992 als Baudenkmal (Bien de Interés Cultural) klassifiziert
- Ermita Santa Eulalia, erbaut im 12./13. Jahrhundert, seit 1966 als Baudenkmal (Bien de Interés Cultural) klassifiziert
- Centro de Interpretación de la Cigüeña Blanca (Ausstellung zum Weißstorch)

## Weblinks

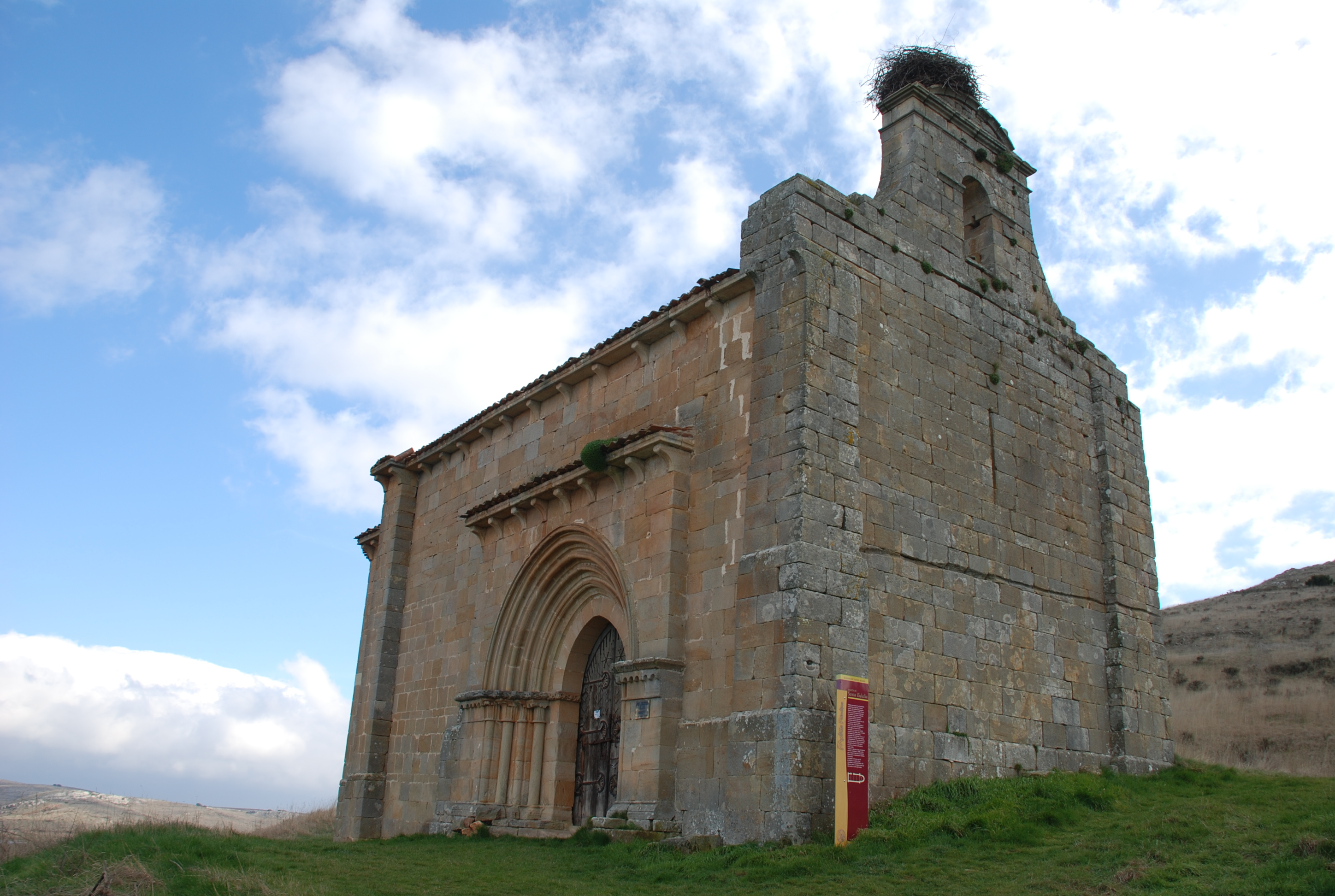
Ermita Santa Eulalia